# Robin Hobb
Robin Hobb, vlastním jménem Margaret Astrid Lindholm Ogden (* 5. května 1952 Berkeley), je americká spisovatelka, která se nejvíce proslavila příběhy z Říše Elderlingů (The Realms of the Elderings), které uvedla knihou Assassin's Apprentice (česky Krev a Jed, Královská magie) z trilogie Farseer (The Farseer trilogy 1995).

## Začátky
Narodila se v roce 1952 v Berkeley v Kalifornii. Od deseti let vyrůstala ve Fairbanksu na Aljašce. Vystudovala střední školu Austin E. Lathrop a po roce studia na univerzitě v Denveru se vrátila na Aljašku. V osmnácti letech se provdala za Freda Odgena z Kodiaku, kam se po svatbě také přestěhovali.

## Dílo

### Megan Lindholm
Na začátku své kariéry psala hlavně pro děti, a tak svou první povídku prodala dětskému časopisu. Její díla se objevila například v časopisech Humpty Dumpty, Jack and Jill a Highlights for Children. Sestavila také krátké povídky využívající specializovaného slovníku, které byly použity v edukačních materiálech Science Research Associates.
V 70. letech začala psát krátké fantasy povídky vydané např. v časopise Space and time (editor Gordon Linzner). První prodanou fantasy povídkou byla „Bones for Dulath“, publikována v antalogii Amazons!, ve které se poprvé objevily postavy Ki a Vandien, které se objevily i v dalších pracích. Amazons! (DAW Books, 1979) vyhrála cenu World Fantasy Award pro nejlepší antalogii roku. Druhý příběh s Ki a Vandienem „The Small One“ byl publikován v Fanastic Stories v roce 1980.
Do roku 1995 publikovala pouze pod jménem Megan Lingholm. Její fantasy přechází mezi několika subžánry, od dobrodružné (příběhy Ki a Vandiena) až po urban fantasy (Wizard of the Pigeons).
Její první román, Harpys Flight, byl publikován nakladatelstvím Ace v roce 1983. Byl prvním ze čtyř o Ki a Vandienovi, poslední z nich byl publikován v roce 1989. V letech 1985–1988 psala také povídky do světové antalogie Liavek. Spolu se Stevenem Brustem napsala román The Gypsy, který byl uveden nejen jako klasická kniha, ale také na CD spolu s albem skladeb Songs From the Gypsy od Boiled in Lead, které jsou považovány za soundtrack ke knize. Album Songs From the Gypsy obsahuje písně napsané Burstem a jeho spoluhráčem Adamem Stemplem ze skupiny Cats Laughing, které inspirovaly natočení alba a napsání románu.
Pod jménem Megan Lindholm dále publikovala hlavně povídky, jedna z nich se objevila v roce 2013 v antalogii Year's Best SF 18.

### Robin Hobb
Pro epickou fantasy Linholmová od roku 1995 používá pseudonym Robin Hobb. První román vydaný pod pseudonymem, kterým byl Assassin's Apprentice, položil základy světa Elderingů. Román je vyprávěn v ich-formě z pohledu FitzChivalry Farseera, nelegitimního syna prince Chivalryho Farseera.
V letech 1998 až 2000 vydala sérii Živé lodě (Liveship Treaders trilogy) - Magická loď (Ship of Magic), Šílená loď (The Mad Ship) a Loď osudu (Ship of Destiny) o rodině obchodníků a živých lodích. V letech 2009 až 2013 vydala čtyři romány nazvané The Rain Wild Chronicles (tj. „Kroniky Deštné Divočiny“) a obsahuje knihy Dragon Keeper, Dragon Haven, City of Dragons a Blood of Dragons. Obě tyto série jsou také zasazeny do říše Elderingů. Mimo říši Elderingů naopak stojí trilogie The Soldier Son (Shaman's Crossing, Forest Mage a Renegade's Magic) publikovaná v letech 2006–2009.
Jmény Robin Hobb i Megan Lindholm byla v roce 2011 vydána sbírka povídek The Inheritance. V roce 2013 byla oznámena nová trilogie s postavami FitzChivalryho a Šaška, nazývaná Fitz and the Fool trilogy. První díl, Foll's Assassin, byl vydán roku 2014 a druhý díl, Fool's Quest, o rok později. Poslední díl, Assassin's Fate, byl vydán v květnu roku 2017 a navazuje nejen na předchozí příběhy o FitzChivalrym, ale také na příběhy z Deštné divočiny. K roku 2003 se prodalo přes milion kopií prvních devíti románů z říše Elderingů.

## Kritika
V roce 1981 získala uměleckou cenu za povídku „The Poaching“ od Alaska State Council. Její povídky byly nominovány do finále cen Nebula a Hugo, kromě toho vyhrála cenu Asimov's Readers Award. Její knihy chválil Orson Scott Card, který řekl, že „nastavila laťku pro moderní vážnou fantasy“. George R.R. Martin napsal, že „Na dnešním přeplněném fantasy trhu jsou knížky od Robin Hobb jako démanty v moři zirkonů.“ V roce 2014 byla čestným hostem na 72nd World Science Fiction Convention v Londýně.

## Soukromý život
V současnosti publikuje pod oběma jmény a žije městě Tacoma ve státě Washington.

### Robin Hobb

#### Říše Elderingů
V českém vydání byly některé knihy redakčně rozděleny a vydány po částech. Bibliografie tříděna podle originálního vydání s korespondujícím překladem.

##### trilogie Farseer
Do češtiny přeložil Jan Kozák.
- Assassin's Apprentice (1995), česky Krev a Jed (2000) ISBN 80-7174-378-X, Královská magie (2000) ISBN 80-7174-395-X
- Royal Assassin (1996), česky Vahadlo osudu (2002) ISBN 80-7174-452-2, Říše v ohrožení (2002) ISBN 80-7174-463-8, Očima vlka (2002) ISBN 80-7174-472-7
- Assassin's Quest (1997), česky Stará krev (2002) ISBN 80-7174-497-2, Psancem (2002) ISBN 80-7174-512-X, Výprava k bohům (2003) ISBN 80-7174-515-4, Hra o krále (2003) ISBN 80-7174-532-4

##### Živé Lodě
Do češtiny přeložil Jan Kozák.
- Ship of Magic (1998), česky Magická loď (2012) ISBN 978-80-7398-173-0
- The Mad Ship (1999), česky Šílená loď (2012) ISBN 978-80-7398-206-5
- Ship of Destiny (2000), česky Loď osudu (2013) ISBN 978-80-7398-216-4

##### Snědý muž
Do češtiny přeložil Jan Kozák.
- Fool's Errand (2001), česky Čas změn (2004) ISBN 80-7174-568-5, Kočičí hrad (2004) ISBN 80-7174-585-5, Na hrotu času (2004) ISBN 80-7174-604-5
- The Golden Fool (2002), česky Tajemný učeň (2005) ISBN 80-7174-622-3, Dračí hrozba (2006) ISBN 80-7174-633-9, V sevření intrik (2006) ISBN 80-7174-645-2
- Fool's Fate (2003), česky Zlověstné sny (2007) ISBN 978-80-7174-667-6 (díl první)